# Shana Cox

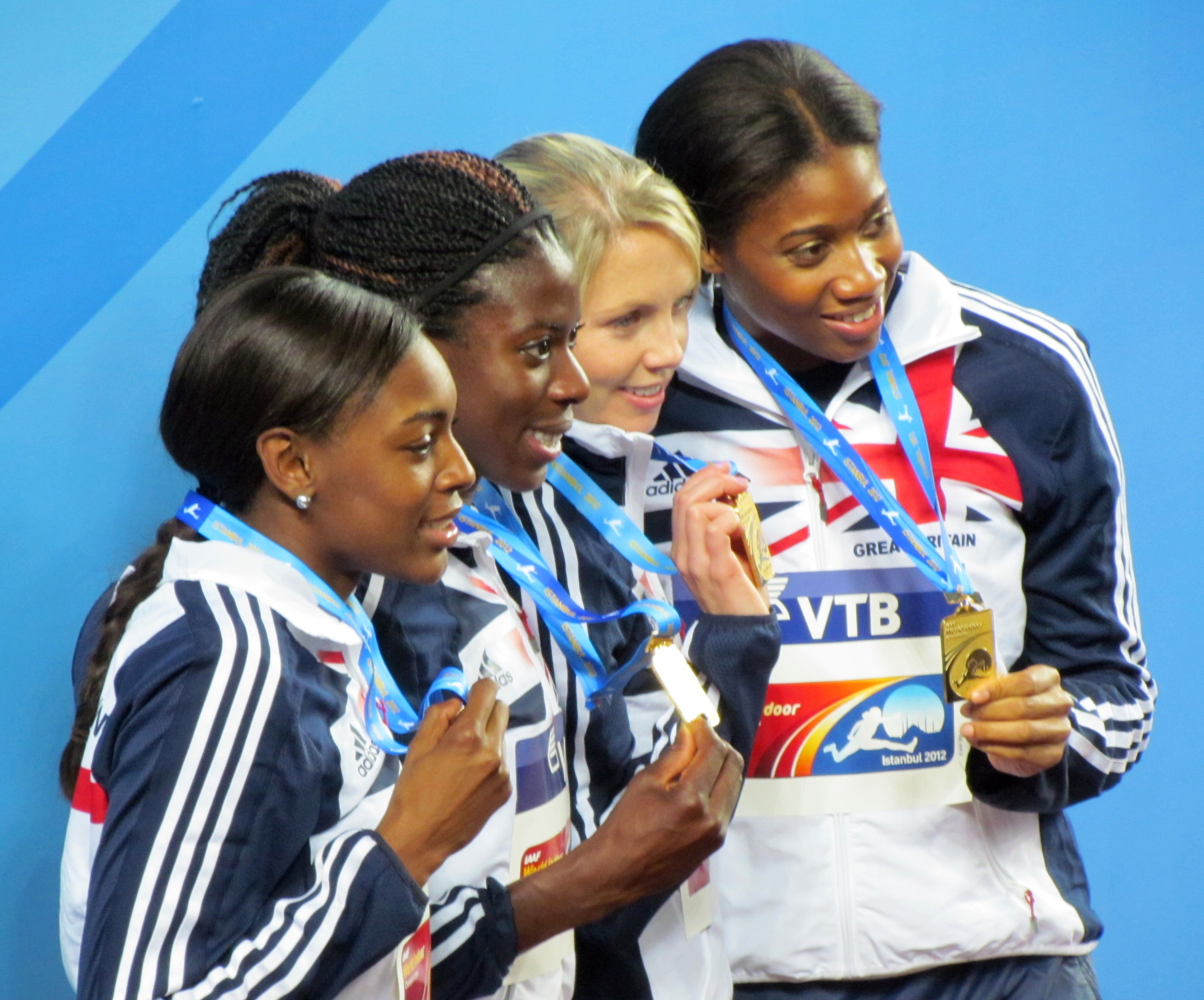
Shana Cox (rechts) bei den Hallenweltmeisterschaften 2012

Shana Cox (* 22. Januar 1985 in Hicksville, New York) ist eine britisch-US-amerikanische Sprinterin, die sich auf den 400-Meter-Lauf spezialisiert hat.

## Leben
Cox wurde bei den Juniorenweltmeisterschaften 2004 Fünfte über 200 Meter. 2008 wurde sie NCAA-Meisterin über 400 Meter. Als Tochter britischer Eltern besitzt sie die doppelte Staatsangehörigkeit und startet seit 2011 für das Vereinigte Königreich.
Bei den Hallenweltmeisterschaften 2012 wurde sie im Einzelwettbewerb Fünfte und siegte mit der britischen Mannschaft in der 4-mal-400-Meter-Staffel. Im selben Jahr erzielte sie mit der Staffel bei den Europameisterschaften Platz vier und bei den Olympischen Spielen in London Platz fünf.
Im März 2013 gewann sie bei den Leichtathletik-Halleneuropameisterschaften 2013 im schwedischen Göteborg die Goldmedaille in der 4-mal-400-Meter-Staffel.
Shana Cox graduierte an der Pennsylvania State University im Fach Psychologie.

## Persönliche Bestzeiten
- 200 m: 23,15 s, 18. Mai 2008, Champaign
  - Halle: 23,48 s, 29. Januar 2005, State College
- 400 m: 50,84 s, 31. Mai 2008,	Tallahassee
  - Halle: 52,13 s, 10. März 2012, Istanbul